# Dorneyville
Dorneyville es un lugar designado por el censo ubicado en el condado de Lehigh en el estado estadounidense de Pensilvania. En el año 2010 tenía una población de 4.406 habitantes y una densidad poblacional de 847,3 personas por km².

## Geografía
Dorneyville se encuentra ubicado en las coordenadas 40°34′34″N 75°31′7″O / 40.57611, -75.51861. Según la Oficina del Censo de los Estados Unidos, Dorneyville tiene una superficie total de 2 mi² (5,2 km²), de la cual 2 mi² (5,2 km²) corresponden a tierra firme y 0 mi² (0 km²) es agua.